# Oldbury
Oldbury is een plaats in het bestuurlijke gebied Sandwell, in het Engelse graafschap West Midlands. In 2001 telde de plaats 10.830 inwoners.